# Baño de Damas
Pour plus de détails, voir Fiche technique et Distribution.
Baño De Damas (littéralement : Toilettes pour dames) est un film péruvien réalisé par Michel Katz sorti en 2003.

## Fiche technique
- Titre original : Baño De Damas
- Réalisation : Michel Katz
- Scénario : Michel Katz, Ricardo Moura
- Photographie : Juan Durán
- Montage : Alan Brain, Michel Katz
- Musique : Keko Jones
- Société de production : Iguana Producciones
- Pays d'origine :  Pérou
- Langue d'origine : espagnol
- Format : Couleur
- Genre : Comédie dramatique
- Durée : 1 h 26
- Dates de sortie : 2003

## Distribution
- Lorena Meritano : Dilka
- Viviana Gibelli : Cloe
- Eduardo Santamarina : Carmelo Lopez
- Andrea Montenegro : Marines
- Karina Calmet : Valeria
- Coco Marusix : Gaviota (créditée comme Coco Marusic)
- Elena Romero : Aurora
- Sonia Oquendo : Fabiana
- Bettina Oneto : Antonia
- Paula Marijuan : Lorena
- Mariel Ocampo : Amanda
- Rebeca Escribens : Nora
- Jesús Delaveaux : Fernando
- Giovanna Azaldegui